# 大友純
大友 純（おおとも じゅん、明治32年（1899年）11月21日 - 昭和53年(1978年）12月28日）は、日本の俳優である。綜芸プロ、テアトロ脚光、ハナブサプロ、東京俳優生活協同組合に所属していた。

## 来歴
1899年（明治32年）11月21日、宮城県仙台市に生まれる。
旧制・東京音楽学校（現在の東京芸術大学）乙種師範科卒業。1923年（大正12年）から1929年（昭和4年）まで、旧制・大阪市立難波高等小学校（現在の大阪市立難波元町小学校）と同じく旧制の群馬県師範学校（のちの群馬師範学校、現在の群馬大学学芸学部）に音楽教師として勤務した。1929年、田谷力三、淡谷のり子らと松竹座チェーンのアトラクションに出演し、以後は歌手兼俳優としてカジノ・フォーリーやムーランルージュ新宿座、榎本健一一座などで活躍する。
1935年（昭和10年）、成瀬巳喜男監督、P.C.L.映画製作所（現在の東宝スタジオ）製作の『乙女ごころ三人姉妹』に、浅草六区の不良役で映画デビューする。第二次世界大戦中は国策で作られた移動演劇隊のひとつである東宝移動文化隊に所属し、地方巡業や慰問活動の演劇に出演した。
戦後は脇役俳優として、おもに東宝と新東宝の映画に出演して、1961年（昭和36年）の新東宝倒産まで映画を中心に出演。以後はテレビドラマにも活動の場を広げ、1973年（昭和48年）まで俳優として活躍した。
また、新東宝時代には石井輝男と中川信夫の監督作品に多数出演して、個性派の中老脇役として活躍する。中川信夫監督作品『東海道四谷怪談』 ではお岩とともに亡霊となって伊右衛門を呪い殺す按摩の宅悦、『地獄』では物語のキーパーソンとなる地獄絵図に取り憑かれた日本画家・谷口円斎と、重要な役で出演した。
脇役としての出演が多いが、大蔵映画で製作された小林悟監督作品『怪談残酷幽霊』（1964年）では主役もつとめている。

## 人物・エピソード
キネマ旬報社・刊『日本映画俳優全集・男優編』で大友の項目を執筆した田中純一郎は、『東海道四谷怪談』の宅悦役を「（映画の）不気味さを大いに盛り上げた」として大友の代表作に挙げている。
昭和39年の大蔵映画『怪談残酷幽霊』は、大友の映画初主演作（海軍士官役）である。新東宝時代に大友と組んだ小林悟監督によると、大友は「知りあうとなかなかいい人だった」とのことで、大蔵貢社長に「憎らしそうな男を選べ!」と言われた小林監督が、それならと大友を選んだのだという。これを大友に伝えると、「えー、じゃあ僕主役ですねえ、主役したこと無いですから、何十年もやってますけど、こんなの初めてです」と喜んでいたという。
小林によると大友は温厚で、怖い顔をしていても性格柄、笑い顔が「いい人」の顔になってしまった。『怪談残酷幽霊』でも「その笑い顔やめてください」「じゃあもっと怖い顔でやるんですか？」というやり取りがあり、結局照明を下から当てて工夫したが、やはり優しい笑い顔になってしまったという。この場面の撮影が終わって一緒に飲んだ時に、大友は大笑いして「確かにいつも怖い怖いって言われるんだけど、優しいって言われたのは初めてです」と小林に言ったという。
演技については、自分でプランをキチッと作ってくる人だったそうで、小林もこれに敬意を表して大友に合わせて撮るようにしていた。小林は「やっぱり大友さんうまいですね。なんていうのか表面だけじゃなくて、中から憎たらしいというか、そういうのが出てるんですね。あの顔で倍くらい憎らしさが出てくるんですよ」と語っている。中川信夫監督も、大友を高く評価していた一人だった。

## 出演作品
※日本映画データベース参照。

※キネマ旬報映画データベース参照

※テレビドラマデータベース参照。

### 映画
1935年
- 『乙女ごころ三人姉妹』[5] : P.C.L.映画製作所、成瀬巳喜男監督  - 六区の不良

1938年
- 『鶯』 : 東京発声映画製作所、豊田四郎監督 - 警官

1954年
- 『太陽のない街』 : 新星映画、山本薩夫監督

1955年
- 『怪奇黒猫組 三部作』 : 東宝、沼波功雄監督 - 一ツ目
- 『愛の歴史』 : 東宝、山本嘉次郎監督 - 小牧

1956年
- 『地獄の波止場』 : 日活、小杉勇監督
- 『極楽第一座 アチャラカ大当り』 : 連合映画、小田基義監督 - キングコング（ギャング）
- 『波止場の王者』 : 新東宝、内川清一郎監督 - 鄭朱来

1957年
- 『蜘蛛巣城』 : 東宝、黒澤明監督 - 武将8
- 『剣聖 暁の三十六人斬り』 : 新東宝、山田達雄監督 - 星合段四郎
- 『風雲天満動乱』 : 新東宝、山田達雄監督 - 淀屋八郎右衛門
- 『続風雲天満動乱 完結篇』 : 新東宝、山田達雄監督 - 大淀屋八郎右衛門
- 『幽霊沼の黄金』 : 新東宝、山田達雄監督 - 乾分勘八
- 『黒い河』 : 松竹大船撮影所、小林正樹監督 - ポン引C

1958年
- 『張込み』 : 松竹大船撮影所、野村芳太郎監督 - 飯場の人夫頭
- 『白線秘密地帯』 : 新東宝、石井輝男監督 - 河津
- 『戦場のなでしこ』 : 新東宝、石井輝男監督 - 張建竜

1959年
- 『恐怖の罠』 : 新東宝＝日米映画、野村浩将監督 - 酒井
- 『猛吹雪の死闘』 : 新東宝、石井輝男監督 - 大平剛
- 『東海道四谷怪談』 : 新東宝、中川信夫監督 - 宅悦

1960年
- 『女奴隷船』 : 新東宝、小野田嘉幹監督 - 瓜
- 『0線の女 狼群』 : 新東宝、三輪彰監督 - 村上
- 『黒線地帯』 : 新東宝、石井輝男監督 - 橘
- 『女体渦巻島』 : 新東宝、石井輝男監督 - 張
- 『黄線地帯 イエローライン』 : 新東宝、石井輝男監督 - 阿川
- 『皇室と戦争とわが民族』 : 新東宝、小森白監督 - 阿南惟幾陸相
- 『地獄』 : 新東宝、中川信夫監督 - 谷口円斎
- 『女王蜂と大学の竜』 : 新東宝、石井輝男監督 - 呉
- 『トップ屋を殺せ』 : 新東宝、高橋典監督 - 週刊誌編集長
- 『女巌窟王』 : 新東宝、小野田嘉幹監督 - 金竜
- 『怒号する巨弾』 : 新東宝、石川義寛監督 - 大山太郎
- 『暴力五人娘』 : 新東宝、曲谷守平監督 - ミスター・ハリケーン

1961年
- 『火線地帯』 : 新東宝、武部弘道監督 - 長沼
- 『用心棒』 : 東宝＝黒澤プロ、黒澤明監督
- 『黒い傷あとのブルース』 : 佐川プロダクション、小野田嘉幹監督 - 田辺

1962年
- 『黒と赤の花びら』 : 大宝、柴田吉太郎監督 - OKの松

1963年
- 『男の嵐』 : 日米映画、中川信夫監督 - 坊主の七造

1964年
- 『怪談残酷幽霊』 : 大蔵映画、小林悟監督 - 権藤大佐

1966年
- 『網走番外地 荒野の対決』 : 東映東京撮影所、石井輝男監督 - 尾形
- 『クレージー大作戦』 : 東宝＝渡辺プロダクション、古澤憲吾監督 - 暗黒街のボス

1968年
- 『ヒロシマの証人』 : 「ヒロシマの証人」製作上映実行委員会、斎村和彦監督 - 菅平吉
- 『残侠無情』 : 日活、井田探監督 - 加賀谷親分

1969年
- 『さくら盃 義兄弟』 : ニューセンチュリー映画、中川信夫監督 - 藤辰

1970年
- 『沖縄』 : 劇映画「沖縄」製作上映委員会、武田敦監督 - 美里

1972年
- 『混血児リカ』 : オフィス203＝近代映画協会、中平康監督 - 田淵

### テレビドラマ
- 『怪傑黒頭巾』（1958年 - 1960年、日本テレビ）
- 『クライマックス 人生はドラマだ』（1959年 - 1960年、日本テレビ）
  - 第16回『蟻の町のマリア』（1960年）
- 『ぼくらのチャンピオン』（1959年 - 1960年、フジテレビ）
  - 第7回『猪谷千春』（1960年、全4回放映）
  - 第10回『栃錦の歩んだ道』（1960年、全7回放映）
- 『東京新選組』（1960年、フジテレビ）
  - 第3回ゲスト出演
- 『十字路』（1960年、フジテレビ）
  - 第9回『スキャンダル』
- 『テレビ劇場 月と手袋』（1962年、NHK）
- 『テレビ指定席 東京の昼と夜』（1963年、NHK）
- 『それからの武蔵』（1964年 - 1965年、MBS）
- 『父子鷹』（1964年、TBS）
- 『挑戦者 続・ある勇気の記録』（1967年、NET）
  - 第1回ゲスト出演
- 『無用ノ介』（1969年、日本テレビ）
  - 第6回『剣につばする無用ノ介』ゲスト出演
- 『意地悪ばあさん』（1968年、読売テレビ）
  - 第27回『ガッチリの巻』出演
- 鬼平犯科帳（八代目松本幸四郎版）第11話「老盗の夢」（1969年、NET / 東宝）‐ 黒雲の竜蔵（ノンクレジット）
- 『江戸川乱歩シリーズ 明智小五郎』（1970年、東京12チャンネル）
  - 第17回『恐怖シリーズ 夜の墓場に踊る美女 夢遊病者の死より』出演
- 日本怪談劇場 第2話「牡丹灯籠 鬼火の巻」・第3話「牡丹灯籠 蛍火の巻」（1970年、12ch） - 勇斉
- 『ワイルド7』（1972年、日本テレビ）
  - 第6回『洗脳された映子』 - トカゲ
- 『水滸伝』（1973年 - 1974年、日本テレビ）
  - 第7回『小旋風と黒旋風』出演（1973年）

## 註
1. 1 2 3  『出演者名簿』《昭和36年度版》著作権資料協会、1961年、70頁。
2. 1 2 3 4 5  『日本映画人大鑑』キネマ旬報社、1959年、107頁。
3. ↑  『出演者名簿』《昭和48年度版》著作権資料協会、1972年、82頁。
4. 1 2 3 4 5 6  『日本映画俳優全集・男優編』、キネマ旬報社、1979年、p.107.
5. 1 2  乙女ごころ三人姉妹、東京国立近代美術館フィルムセンター、2010年3月13日閲覧。乙女ごころ三人娘（日本映画データベース、2010年3月13日閲覧）は誤り。
6. 1 2  大友純、日本映画データベース、2010年3月13日閲覧。
7. 1 2  大友純、テレビドラマデータベース、2010年3月13日閲覧。
8. ↑  怪談残酷幽霊、日本映画データベース、2010年3月13日閲覧。
9. ↑  ここまで『幻の怪談映画を追って』（山田誠二、洋泉社）より
10. ↑  大友純、キネマ旬報映画データベース、2010年3月13日閲覧。